# Кравцов, Иван Кондратьевич
Иван Кондратьевич Кравцов (7 [19] января 1896, село Чуровичи, Черниговская губерния — 19 октября 1964 года, гора Авала близ Белграда, Югославия) — советский военачальник, генерал-лейтенант (1945). Герой Советского Союза (28.04.1945).

## Биография
Иван Кондратьевич Кравцов родился 7 (19) января 1896 года в селе Чуровичи (ныне — Климовского района Брянской области). Из-за крайней бедности семьи работать начал подсобным рабочим у отца-плотника очень рано. Окончил трёхклассное начальное училище в Чуровичах, затем пошёл работать формовщиком на местный кирпичный завод. С 1913 года жил в городе Славянске и работал на заводе «Электрон» Южно-Русского общества.

### Первая мировая и гражданская войны
В мае 1915 года был призван в ряды Русской императорской армии. Служил в 232-м запасном пехотном полку (Тверь). В июле направлен в 53-й Волынский пехотный полк 14-й пехотной дивизии и воевал на Юго-Западном фронте Первой мировой войны. В 1916 году окончил учебную команду полка и произведён в чин унтер-офицера. С конца 1916 года воевал с полком на Румынском фронте, в 1917 году командовал взводом. За храбрость в боях был награждён Георгиевскими крестами 2, 3-й и 4-й степеней. Осенью 1917 года госпитализирован по болезни, затем демобилизован. Вернулся в родные места.
С декабря 1918 года служил в Красной Армии. Во время Гражданской войны Кравцов воевал в составе 1-го Богунского полка под командованием Николая Щорса 1-й Украинской повстанческой дивизии 12-й армии. Был командиром отделения, командиром взвода, помощником командира и командиром роты, принимал участие в боевых действиях на Западном, Южном и Юго-Западном фронтах. Воевал против петлюровской армии, ВСЮР генерала А. И. Деникина, польских войск, участвовал в ликвидации бандитизма на Украине.

### Межвоенное время
После окончания войны Кравцов продолжил командовать ротой в 1-м Богунском стрелковом полку в Украинском военном округе. В октябре 1924 года был переведён на должность командира роты 132-го Донецкого стрелкового полка этого же округа. В 1925 году вступил в ряды ВКП(б).
С октября 1925 года проходил обучение в Киевской объединённой военной школе имени С. С. Каменева, по окончании которой в августе 1927 года был назначен на должность командира роты 239-го стрелкового полка 80-й стрелковой дивизии Украинского ВО (Славянск).
С марта 1929 года находился на учёбе в Военной академии РККА имени М. В. Фрунзе, по окончании которой в мае 1932 года был направлен на Ленинградские бронетанковые курсы усовершенствования командного состава, которые закончил в августе того же года. С августа 1932 года был начальником штаба и с августа 1935 временно исполняющим должность командира 11-го механизированного полка Приволжского военного округа (Оренбург). В январе 1937 года был назначен на должность начальника 1-й части штаба 19-й механизированной бригады Ленинградского военного округа (Пушкин).
В сентябре 1937 года капитан Кравцов был арестован органами НКВД и находился под следствием, тогда же был уволен из РККА. Только в ноябре 1939 года был освобожден за недоказанностью фактов обвинения. В декабре был восстановлен в армии, но нового назначения не получал ещё несколько месяцев. В сентябре 1940 года был направлен на Ленинградские бронетанковые курсы усовершенствования командного состава РККА на должность преподавателя, а затем — на должность старшего преподавателя тактики.
В ноябре 1940 года был назначен на должность начальника штаба 40-й легкотанковой бригады Ленинградского ВО, а в марте 1941 года — на должность начальника штаба 21-й танковой дивизии (10-й механизированный корпус, Ленинградский военный округ).

### Великая Отечественная война
С началом Великой Отечественной войны 21-я танковая дивизия в составе 10-го механизированного корпуса (23-я армия, Ленинградский фронт) вела оборонительные бои в районе города Выборг. В начале июля её перебросили в состав Лужской оперативной группы Северного фронта, затем в 11-ю армию Северо-Западного фронта. Там дивизия участвовала в контрударе под Сольцами. В августе 1941 года дивизия оборонялась в составе Новгородской оперативной группы Северо-Западного фронта, затем вошла в состав Ленинградского фронта.
29 декабря 1941 года Кравцов был назначен на должность командира 281-й стрелковой дивизии. С 23 февраля по 13 марта 1943 года командовал 198-й стрелковой дивизии, а с 13 марта по 9 июня 1943 года вновь командовал 281-й стрелковой дивизией. Принимал участие в Любанской наступательной операции в других боях битвы за Ленинград в районе населённых пунктов Погостье, Смердыня, Басино.
Постановлением Совета Народных Комиссаров СССР от 10 ноября 1942 года № 1804 полковнику Ивану Кондратьевичу Кравцову присвоено воинское звание «генерал-майор».
С июня 1943 года был слушателем Высшей военной академии имени К. Е. Ворошилова и по её окончании 18 февраля 1944 года был назначен на должность командира 29-го гвардейского стрелкового корпуса 8-й гвардейской армии 3-го Украинского фронта, принимавшего участие в Никопольско-Криворожской, Березнеговато-Снигирёвской и Одесской наступательных операциях. Корпус за полтора месяца прошёл около 300 км, освободил Николаевскую и Одесскую области, затем форсировал реку Днестр, захватил и удерживал плацдарм северо-западнее города Бендеры. Кравцов командовал корпусом до 27 марта 1944 года.
В апреле 1944 года был назначен на должность начальника штаба 8-й гвардейской армии, а 10 мая 1944 года — на должность командира 64-го стрелкового корпуса 57-й армии этого же фронта, участвовавшего в ходе Ясско-Кишиневской и Белградской наступательных операций.
Командир 64-го стрелкового корпуса 57-й армии 3-го Украинского фронта Апатин-Капошварской наступательной операции. В ночь на 8 ноября 1944 года корпус форсировал Дунай и прорвал укреплённую оборону противника, в итоге к 25 ноября был занят и удержан крупный плацдарм в 40 километров по фронту и до 17 в глубину, освобождены 50 населённых пунктов и 14 железнодорожных станций. Созданный плацдарм послужил исходным районом для двух общевойсковых армий в последующем ударе на Будапешт. В сражении за плацдарм частями корпуса уничтожено до 8 000 немецких и венгерских солдат, 18 танков и самоходных орудий, 51 артиллерийское орудие, большие количество иного вооружения, сбито 3 самолёта. Захвачено 444 пленных, 17 орудий, 30 миномётов и иное вооружение. Сам командир корпуса переправился на плацдарм в первый же день операции и умело руководил частями корпуса в сложной обстановке, проявляя личную отвагу.
Указом Президиума Верховного Совета СССР от 28 апреля 1945 года за отличие в боях, умелое командование войсками стрелкового корпуса при форсировании реки Дунай, прорыве сильно укреплённой обороны противника, а также личное мужество и отвагу генерал-лейтенанту Ивану Кондратьевичу Кравцову присвоено звание Героя Советского Союза с вручением ордена Ленина и медали «Золотая Звезда» (№ 5432).
Продолжая командовать корпусом до Победы, принимал участие в Балатонской оборонительной, в Венской и Грацско-Амштеттенской наступательных операциях.
Постановлением Совета Народных Комиссаров СССР от 19 апреля 1945 года № 803 генерал-майору Ивану Кондратьевичу Кравцову присвоено воинское звание «генерал-лейтенант».
На фронтах Великой Отечественной войны погибли единственный сын и два брата генерала.

### Послевоенная карьера
После окончания войны Кравцов продолжил командовать 64-м стрелковым корпусом, который был переведён в Румынию и вошёл в состав Южной группы войск. С мая 1946 года находился в распоряжении Главного управления кадров Народного комиссариата обороны, в октябре 1946 года был назначен на должность командира 59-го стрелкового корпуса Забайкальско-Амурского военного округа (Бикин). С апреля 1947 года — командир 86-го стрелкового корпуса Забайкальского военного округа.
С июля 1950 по июль 1951 года проходил обучение на Высших академических курсах при Высшей военной академии имени К. Е. Ворошилова, которые окончил с отличием. В августе 1951 года был назначен на должность командира 34-го гвардейского стрелкового корпуса 13-й армии Прикарпатского военного округа. С сентября 1956 года — генерал-инспектор Инспекции стрелковых войск Главной инспекции Министерства обороны СССР. В мае 1957 года генерал-лейтенант И. К. Кравцов уволен в запас.
Генерал-лейтенант запаса И. К. Кравцов погиб 19 октября 1964 года в авиационной катастрофе около Белграда, столицы Югославии, куда направлялся в составе советской военной делегации на авиалайнере «Ил-18» на торжества по случаю 20-летия освобождения Белграда. Похоронен в Москве в братской могиле у колумбария Новодевичьего кладбища (секция 129).
Избирался депутатом Верховного Совета Украинской ССР.

## Награды
- Медаль «Золотая Звезда» Героя Советского Союза (28.04.1945);
- два ордена Ленина (21.02.1945, 28.04.1945);
- три ордена Красного Знамени (23.02.1928, 3.11.1944, 20.06.1949);
- орден Кутузова 2-й степени (3.11.1944);
- орден Богдана Хмельницкого 2 степени (13.09.1944);
- орден Красной Звезды;
- Медаль «За оборону Ленинграда»;
- Медаль «За освобождение Белграда»;
- другие медали;
- Орден «За храбрость» (Болгария);
- Орден Партизанской Звезды 1-й степени (Югославия).

## Память
- На месте гибели военной делегации, в которую входил Иван Кравцов, на горе Авала близ Белграда в Сербии, воздвигнут Памятник советским ветеранам войны.
- Его именем названы улицы в Климово и в селе Чуровичи.
- Также его именем назван танкер «Генерал Кравцов» Новороссийского морского пароходства.
- Почётный гражданин города Турну-Северин (Румыния).